# O'zbekiston型電力機車
O'zbekiston型電力機車是烏茲別克斯坦国家鐵路从中国进口的電力機車車型之一，由中国南车集团株洲电力机车厂和德國西门子交通集团聯合设计制造。O'zbekiston型電力機車为交流传动的客货运通用电力机车，主传动系统和控制系统方面采用了西门子公司的产品，并借鉴了中国铁路DJ1型电力机车的成熟技术；机车持续功率为6000千瓦，最高速度为120公里/小时。

## 发展历史

### 招标
2002年初，乌兹别克斯坦国家铁路（UTY）为采购一批新型干线客货通用型电力机车开展了国际招标，以取代部分前苏联时代制造的旧型机车；中国南车集团株洲电力机车厂和其他国际知名轨道交通装备企业包括西门子交通、庞巴迪运输、斯柯达公司等均参与了竞争。最终株洲电力机车厂以明显的价格优势，获得了12台交流传动电力机车的订单，总价值达4180万美元，由欧洲复兴开发银行（EBRD）向乌兹别克斯坦提供融资 。2002年4月26日，株洲电力机车厂代表与乌兹别克斯坦国家铁路在乌兹别克斯坦首都塔什干签订了电力机车采购合同。

### 研制
双方签订的合同从2002年6月起开始生效，2002年内株洲电力机车厂已经完成了机车总体方案、电气线路技术评审，开始了转向架的施工设计；同时，株洲电力机车厂并投资了4300多万元人民币兴建了机车检测试验站。2003年11月7日，首台O'zbekiston型电力机车在株洲电力机车厂顺利落成，并且在该厂检测试验中心滚动试验台上按规定完成了1000英里（1609.3公里）的试运行。2003年11月20日，首台机车在株洲厂竣工下线，时任湖南省副省长郑茂清、中国南车集团公司总经理赵小刚和乌兹别克斯坦国家铁路总公司董事会主席拉马托夫·阿谢波等人出席了剪彩仪式。
新机车被命名为“O'zbekiston”，即乌兹别克语的“乌兹别克”。根据乌兹别克斯坦国家铁路的技术要求，机车的设计、制造采用了IEC、UIC、ISO等国际标准和GOST独联体技术标准，使机车能够满足乌兹别克斯坦铁路的路况以及适应当地最低气温达零下40℃、最高气温高达50℃的使用环境要求。O'zbekiston型电力机车采用交—直—交流电传动，大量借鉴了“EuroSprinter”系列电力机车和DJ1型电力机车的成熟技术；交流传动系统由株洲电力机车厂和西门子交通集团联合设计、西门子生产提供，包括交流牽引電動機、水冷GTO牽引变流器、“SIBAS 32”控制系統等。此外，车体外观并被委托由意大利乔治亚罗公司设计；而机车涂装所采用的蓝、白、绿色，均为乌兹别克斯坦国旗的颜色。

### 运用
2002年12月14日，首台O'zbekiston型电力机车在株洲启运，这台机车自2003年12月下旬开始在塔什干进行正线调试和试运行，各项性能指标均达到了设计要求，机车最高试验运行速度达到130公里/小时，最大牵引定数达到3400吨。O'zbekiston型电力机车通过乌兹别克斯坦方面的运行考核后，乌方于2004年6月9日在塔什干为机车举行了剪彩仪式，标志着O'zbekiston型电力机车正式投入运用，时任乌兹别克斯坦副总理法依祖拉耶夫、中国驻乌兹别克斯坦大使高玉生、独联体及波罗的海国家的多名交通运输部长等参加了剪彩。至2004年8月底，12台机车已全部交付使用。
O'zbekiston型电力机车在乌兹别克斯坦投入运用后，主要运用于中亚铁路，牵引塔什干至撒馬爾罕区段的客运和货物列車。这12台机车承担了乌兹别克斯坦铁路每年超过43%的客运量、超过3成的货物运输量，并使乌兹别克斯坦铁路的客、货运列车的最高速度分别从每小时65公里和50公里提速到120公里和100公里，单机牵引重量从约1500吨提高到约4000吨。鉴于O'zbekiston型电力机车在乌兹别克斯坦的良好表现，乌兹别克斯坦于2008年决定再次向中国采购一批速度更快、技术更先进的客运电力机车，即O'Z-Y型电力机车。

## 技术特点

### 总体结构
O'zbekiston型电力机车是六轴干线客货运电力机车，适用于供电制式为25千伏工频单相交流电的电气化铁路，机车轴式Bo-Bo-Bo，持续功率6,000千瓦，构造速度为120公里/小时。机车采用全钢焊接结构的整体承载车体，设中间贯穿走廊、双端司机室；车体外观被委托由意大利乔治亚罗公司设计，车头采用光滑流线型外形。车顶装有两台单臂式受电弓、高压隔离开关、接地装置、真空断路器、避雷器等高压组件，II端司机室顶部并设有无线电台和卫星天线。车内设备以斜对称布置，立式主变压器安装在车体内；机车采用独立通风方式，从车顶顶盖夹层风道吸入冷风，为牵引电动机、复合冷却器、辅助变流柜等通风冷却，并维持机械间呈微正压，改善机车防尘效果及防寒性能。

### 电路系统
O'zbekiston型电力机车是交—直—交流电传动的单相工频交流电力机车，机车主电路由主变压器、牵引变流器、牵引电动机三大部分构成。机车采用了心式铁心和混合线圈结构的立式变压器，具有容量大、体积小的特点。每台机车装用两台由西门子设计制造的牵引变流柜，每台主变流器柜由三重四象限脉冲整流器、直流中间环节、两个PWM逆变器组成，其中四象限整流器和逆变器由相同的功率控制模块组成，采用了与DJ1型电力机车相同的水冷GTO模块（4.5kV/3kA）。机车主电路结构受牵引变流器输出功率和轴式限制，采用了两端转向架架控、中间转向架轴控的控制模式。牵引电动机为西门子交通集团的1TB2624-0TC02型鼠笼式三相异步电动机，额定功率为1020千瓦，冷却方式为强迫通风。
机车辅助电路采用两台IGBT辅助逆变器供电，每台变流器分别由恒频恒压变流器（CVCF）与变频变压变流器（VVVF）两个模块构成，向冷却通风机、空气压缩机、冷却水泵、冷却油泵等辅助机械供电，以达到节能和减少噪音的目的。

### 控制系统
O'zbekiston型电力机车装载了西门子交通集团开发的“SIBAS 32”车载智能微机系统，实现了对机车的调节和逻辑控制，并能够通过人机界面显示故障并进行相关保护。“SIBAS 32”系统采用集散控制模式，由中央控制单元（CCU）、牵引控制单元（TCU）、辅助控制单元（ACU）、液晶显示屏（HMI）和外设智能接口（KLIP）构成，并采用基于列车通信网络（TCN）国际标准的网络控制系统进行数据通信，由绞线列车总线（WTB）和多功能车辆总线（MVB）两级网络构成，使机车控制系统具有控制、监测、传输、故障诊断、显示和存储功能。机车并具有恒力矩准恒速控制、防空转防滑行保护、轴重转移补偿控制等功能。机车安装了俄罗斯标准的机车综合安全系统（КЛУБ-У）、遥控机械化司机警惕系统（ТСКБМ）。

### 转向架
机车走行部为三台二轴转向架，由西南交通大学和株洲电力机车厂联合研制，采用旁承弹簧承受车体载荷、中间有牵引横梁的“日”字形焊接钢结构的无摇枕转向架。三台转向架各自独立，中间转向架与两端转向架的区别在于增加了横向位移的横动装置，牵引杆结构有所不同，因此无法与两端转向架互换使用。牵引力和制动力通过中央低位推挽式斜拉杆牵引装置传递。一系悬挂采用轴箱螺旋弹簧；二系悬挂采用螺旋弹簧系统配以垂向和横向油压减震器。牵引电动机为滚动抱轴鼻式悬挂方式，采用单侧刚性直齿轮传动。